# Бейкер, Джордж (художник)
Джордж Бейкер (англ. George Herbert Baker; 1878—1943) — американский художник-импрессионист, работавший в масле, акварели и пастели и был членом общества художников Richmond Group.

## Биография
Родился 14 февраля 1878 года в городе Манси, штат Индиана. В раннем возрасте с семьёй переехал в Ричмонд, Индиана.
Обучался в школе Boothbay Art School и колледже Художественная академия Цинциннати (вместе с художником Джоном Банди). В 1925 году он был приглашенным преподавателем в университете Майами. Выставлялся в Цинциннати, Нью-Йорке, Чикаго, Детройте, Индианаполисе и других городах, завоевав много наград. Его работы представлены в коллекциях музеев Индианаполиса, Ричмонда, университета Майами и других. В 2001 году в Ричмонде прошла ретроспективная выставка его работ, на которой было представлено самое большое из всех выставок количество его работ.
Большую часть жизни Джордж Бейкер прожил в Ричмонде и Сентервилле (англ. Centerville). Умер в 1943 году в Ричмонде, Индиана, и похоронен на городском кладбище Earlham Cemetery.
Жена — Mathilda F. Baker (1880—1953), сын — Russell Scott Baker (1898—1926).

Некоторые работы
Apple Blossoms
Winter Landscape